# Alain Sars
Alain Sars (Dombasle-sur-Meurthe, 30 april 1961) is een voormalig voetbalscheidsrechter uit Frankrijk. Hij floot van 1992 tot 2007 op het hoogste niveau in Europa, en was onder meer actief bij het WK onder 20 jaar in 1995 (Qatar) en bij de African Cup of Nations 2000 in Ghana en Nigeria. In het seizoen 2004-2005 leidde hij zeven wedstrijden in de UEFA Champions League, waaronder de halve finale (eerste duel) tussen Chelsea en Liverpool.

## Interlands
| Datum      | Wedstrijd                           | Uitslag | Type              | Kreeg geel | Kreeg voor de tweede keer geel en dus rood | Weggestuurd |
| ---------- | ----------------------------------- | ------- | ----------------- | ---------- | ------------------------------------------ | ----------- |
| 11-11-1992 | Bulgarije – Portugal                | 1 – 2   | Vriendschappelijk | ?          | ?                                          | ?           |
| 31-08-1996 | Noord-Ierland – Oekraïne            | 0 – 1   | WK-kwalificatie   | 3          | 0                                          | 0           |
| 02-04-1997 | Bosnië en Herzegovina – Griekenland | 0 – 1   | WK-kwalificatie   | 3          | 0                                          | 0           |
| 29-10-1997 | Kroatië – Oekraïne                  | 2 – 0   | WK-kwalificatie   | 3          | 0                                          | 0           |
| 10-10-1998 | Italië – Zwitserland                | 2 – 0   | EK-kwalificatie   | 1          | 0                                          | 0           |
| 04-09-1999 | Noord-Ierland – Turkije             | 0 – 3   | EK-kwalificatie   | 3          | 0                                          | 0           |
| 22-01-2000 | Nigeria – Tunesië                   | 4 – 2   | Afrika Cup        | 3          | 0                                          | 0           |
| 06-02-2000 | Egypte – Tunesië                    | 0 – 1   | Afrika Cup        | 9          | 0                                          | 0           |
| 29-03-2000 | Griekenland – Roemenië              | 2 – 0   | Vriendschappelijk | ?          | ?                                          | ?           |
| 11-10-2000 | Finland – Engeland                  | 0 – 0   | WK-kwalificatie   | 1          | 0                                          | 0           |
| 01-09-2001 | Wit-Rusland – Oekraïne              | 0 – 2   | WK-kwalificatie   | 2          | 0                                          | 0           |
| 12-10-2002 | IJsland – Schotland                 | 0 – 2   | EK-kwalificatie   | 4          | 0                                          | 0           |
| 02-04-2003 | Moldavië – Nederland                | 1 – 2   | EK-kwalificatie   | 2          | 0                                          | 0           |
| 07-06-2003 | Spanje – Griekenland                | 0 – 1   | EK-kwalificatie   | 5          | 0                                          | 1           |
| 04-09-2004 | Italië – Noorwegen                  | 2 – 1   | WK-kwalificatie   | 3          | 0                                          | 0           |
| 13-10-2004 | Wales – Polen                       | 2 – 3   | WK-kwalificatie   | 3          | 0                                          | 0           |
| 30-03-2005 | Slowakije – Portugal                | 1 – 1   | WK-kwalificatie   | 3          | 0                                          | 0           |
| 07-09-2005 | Oekraïne – Turkije                  | 0 – 1   | WK-kwalificatie   | 6          | 0                                          | 0           |
| 08-10-2005 | Tsjechië – Nederland                | 0 – 2   | WK-kwalificatie   | 5          | 0                                          | 0           |